# Сани (манга)
Сани јесте манга коју је написао и илустровао Таијо Мацумото. Објављивала се у две Шогакуканове манга ревије од 2010. до 2015. године. Поглавља су сакупљена у шест томова.
У Србији, издавачка кућа Лагуна је превела мангу на српски језик 2024. године.

## Радња
Прича прати групу сирочића који спас од тешког живота налазе у аутомобилу марке Nissan Sunny који стоји покварен у башти сиротишта. Користе га да путују у свемир и свакаква магична места, далеко од стварности.  

## Развој
Иако је Мацумото шест година провео у сиротишту, изјавио је да ова манга није аутобиографија, већ „полу базирана на стварности, полу фикција”. Планирао је од самог почетка да напише Сани, али није хтео да му буде прва манга због тешке тематике. Супруга му је помогла да дизајнира женске ликове.

## Издаваштво
Мангу Сани написао је и илустровао Таијо Мацумото. Серијализовала се у две Шогакуканове ревије; прво у Ikki-ју од 25. децембра 2010. до 25. септембра 2014., па у Monthly Big Comic Spirits-у од 27. јануара до 27. јула 2015. године. Поглавља су сакупљена у шест танкобона. 
Издавачка кућа Лагуна је 18. септембра 2023. године најавила да ће преводити Сани на српски језик.

### Списак томова
| - 1. „Где је Јокохама? Откуд знам, у Токију?” (「横浜ってどこにあるんやろ?」 「知らんわ、東京の辺ちゃうか」 「?」 「」) - 2. „Што Дракула има дуге нокте? Па не сече их.” (「ドラキュラの爪てなんで長いんやろ?」 「そら切らへんからや」 「?」 「」) - 3. „Зашто се девојчице одмах расплачу? Јер су им сузе свемоћне.” (「女子てなんですぐ泣くんやろ?」 「おんなの涙は、ほぼ無敵なんや」 「?」 「」) - 4. „Шта ћеш бити кад порастеш? Шпијун, возач формуле, боксер.” (「大人になったら何になりたい?」 「スパイでレーサーでボクサーのチャンピョンや」 「?」 「」) - 5. „Шта радиш кад ти се плаче ноћу? Певам.” (「夜来て泣きたなったら、どないする?」 「オレ、歌うわ」 「?」 「」) - 6. „Шта има за вечеру? Мицуко каже крокети.” (「今日の晩ごはん、なんやろ?」 「みつこさん、コロッケや言うてたで」 「?」 「」) |

| - 7. „Венчаћу се у капели и носићу венчаницу. Шта је капела?” (「結婚式はドレス着てチャペルでやりたいねん」 「チャペルて何?」 「」 「?」) - 8. „Како се зове мама рибе гупи? Па исто гупи.” (「メダカって何の子どもなの?」 「メダカはメダカの子どもだよ」 「?」 「」) - 9. „Свака част сунцу, сваки дан излази. То се земља окреће.” (「お日さまて、えらいわ。毎朝かならず来てくれはる」 「地球がまわっとんねん」 「」 「」) - 10. „Људи с петљом могу све, чак и да полете! Па полети!” (「人間、根性あったら空かて飛べんねんで」 「よっしゃ、飛べ」 「」 「」) - 11. „И хоћу и нећу да се видимо. Ја баш хоћу!” (「会いたいのんとおなじぐらい会いたくないねん」 「オレは会いたいっ!」 「」 「!」) - 12. „Град увек изгледа као да је бесан. Као да се дере на тебе?” (「街ってずっと怒っとるみたいや」 「コラー言うて?」 「」 「?」) |

| - 13. „Кад падне снег, као да смо у облацима!” (「雪ふったら、せかいが雲の上みたいや」 「」) - 14. „Кад порастем, бићу као Макио. Хоћу и ја!” (「オレ、まきおさんみたいな大人になりたいわ」 「オレかって、なりたいわ」 「」 「」) - 15. „Време је за чај, млада дамо. Хвала на позиву, хе-хе-хе.” (「おくさま、お茶の時間ですわよ」 「およばれしますわでございますわよ。おほほ」 「」 「」) - 16. „Ако нас неко види на ТВ-у и скаутује? Звезда је рођена!” (「テレビ出てスカウトされたらどないしよ」 「スター誕生や」 「」 「」) - 17. „Да имам робну кућу, продавале би се само играчке. То је продавница играчака.” (「オレのデパートあったら、ぜんぶの階オモチャ売り場にするわ」 「それはでっかいオモチャ屋いうねん」 「」 「」) - 18. „Маца каже мјау, куца каже ав! Свиња каже грок, крава каже му!” (「猫、ニャンニャニャン 犬、ワンワンワン」 「豚、ブーブーブー 牛、モーモーモー」 「」 「」) |

| - 19. „Је л' киша од бога? Па и богу се понекад плаче.” (「神さまが、雨ふらせるんやろか?」 「神さんかって、泣きたなるとき、あるんやろ」 「?」 「」) - 20. „Мрзим даикон. Смрди као прдеж.” (「ダイコン嫌いや」 「なんや、おならのにおいする」 「」 「」) - 21. „Шта радиш кад си у вези? Држиш се за руке и цмачеш.” (「こいびとどうしって、ナニするん?」 「おててつないで、チューするねん」 「?」 「」) - 22. „Што се веселе... Баш се веселе...” (「はしゃいどるのぉ...」 「はしゃいどるでぇ〜」 「Hashi Yaidoruno...」 Hashi Yaidorude〜」) - 23. „Али зелене јабуке су жуте. Жабуке!” (「あおリンゴって、みどりとちゃうん?」 「みどりんご!」 「」 「」) - 24. „Уауауааа! Уоуоуооо!” (「あうあうあ」 「うぉううぉ」 「」 「」) |

| - 25. „Што ће бити ћевру толе! Либо ме дигру!” (「あつがなついわ」 「ドキがむね!」 「」 「!」) - 26. „Хиљаду миља у потрази за мајком. Је л' то далеко?” (「母をたずねて三千里やね」 「さんぜんりって遠いんか?」 「」 「?」) - 27. „Исцуриће ми мозак кол'ко слинавим! Не брини, немаш више мозга.” (「こないいっぱいはな水でたら、脳みそでてまう」 「ほな、お前もう脳みそないで」 「」 「」) - 28. „Што је Кенђи расположен? Је л' нашао паре?” (「エロケン、ごきげんやな」 「でもひろたんやろ」 「」 「」) - 29. „Је л' врела дуга? Плава боја је хладна.” (「虹って、さわったらあついんやろか?」 「青い部分は、つべたいやろ」 「?」 「」) - 30. „Где спавају птице када дува тајфун?” (「台風きとる日は、鳥たちどこでねるんやろ?」 「?」) |

| - 31. „Жабе крекећу крекетањем! Рибе роне рондајући!” (「カエルピョコピョコミピョコピョコ」 「あわせてボコボコムボコボコ」 「」 「」) - 32. „Волим луна-парк. Живећу у њему кад порастем!” (「ゆうえんち好きや」 「大人になったらゆうえんちでくらすわ」 「」 「」) - 33. „Кенђи напаљенко! Буса се као бик!” (「エロケンはエロエロ」 「エッチスケッチワンタッチ」 「」 「」) - 34. „Небо се стиди! Скроз се зацрвенело!” (「空てれとんねん」 「真っ赤になっとんねん」 「」 「」) - 35. „Девица, јарац. Јарац живодерац.” (「おとめ座、やぎ座...」 「モナリザ、便座」 「Otome-za, Yagi-za...」 「Monari-za, Ben-za」) - 36. „Код куће сам! Добро дошао!” (「ただいま ただいま」 「おかえりなさい」 「」 「」) - 37. „После кише облачно. После облака ведро.” (「雨のちくもり」 「くもりのち晴れ」 「」 「」) |

## Пријем
Манга је 2011. и 2012. добила препоруку жирија, а 2017. године освојила награду за одличност на јапанском Медија Артс фестивалу. Освојила је прво место у категорији за најбољи графички роман на другој додели награде Cartoonist Studio Prize 2014. године. Исте године номинована је за награду Харви у категорији за најбоље америчко издање јапанског штива. Године 2016. делила је прво место са мангом Umimachi Diary на Шогакукановом такмичењу за манге у општој категорији. Два пута је номинована за најбољи стрип на фестивалу у Ангулему, 2015. и 2017. године.
Серијал је признат за „одличан графички роман” на списку који спроводи Библиотекарска асоцијација за младу књижевност. Такође је била део токијске изложбе о људским правима 2015 године.
Ребека Силвермен (Anime News Network) дала је првом тому манге оцену „Б+”. Грег Макелатон (Comic Book Resources) похвалио је цртеж манге и коментарисао да је прича веома приступачна. Рецензија сајта Publishers Weekly наводи да Мацумото „приказује осећај чежње и у најхаотичнијим сценама, привлачећи нас тако у живот деце која теже да буду верна себи у свету који их не жели”.

## Спољашњи извори
- (језик: јапански)
- Сани  на веб-сајту